# ももこ (AV女優)
ももこ（ももこ、1987年2月18日  - ）は、日本のAV女優。

## 略歴
現在、AV出演の傍ら、AV女優が多数在籍する大阪難波のぽっちゃり巨乳専門デリバリーヘルス店『乳野家』に在籍している。

## アダルトビデオ
2008年
- 極圧！太腿騎女 モモコ（2008年3月25日、イズム）
- 巨痴女ＬＥＺ No3（2008年12月24日、イズム）

2009年
- W顔騎GANG！（2009年12月25日、イズム）共演：草薙鏡子

2010年
- ドS巨女vsドM女装子（2010年11月25日、イズム）

2011年
- 淫乱デカ尻痴女医（2011年12月22日、イズム）

2013年
- 肉撃デリヘル！乳尻乃家（2013年6月25日、イズム）